# Mariel Gutiérrez
Eliza Mariel Gutiérrez Velasco (* 6. August 1994 in Mexiko-Stadt) ist eine mexikanische Fußballspielerin.

## Karriere

### Verein
Gutiérrez startete ihre Karriere in der Jugend des Club de Futbol Femenil Andrea's Soccer Mexico. Am 11. Mai 2011 feierte sie in der Clausura der Superliga ihr Seniorendebüt für Andrea's Soccer gegen Morelia. Im November 2012 siedelte sie als Austauschstudentin in die Westfälische Metropole Essen über und absolvierte am 27. November 2012 ein Probetraining mit der SG Essen-Schönebeck. Am 1. Dezember 2012 unterschrieb sie dann einen Vertrag über 6 Monate mit dem deutschen Bundesligisten aus Essen-Schönebeck.
Am 14. April 2013 gab sie ihr Debüt für die zweite Mannschaft der SGS Essen gegen Borussia Mönchengladbach und erzielte beim 6:1 zwei Tore für ihre neue Mannschaft in der Regionalliga.

### Nationalmannschaft
2010 spielte sie für die mexikanische U-17-Nationalmannschaft der Frauen bei der U-17-Fußball-Weltmeisterschaft der Frauen 2010 in Trinidad und Tobago. Im Juli 2012 wurde sie für die U-20-Fußball-Weltmeisterschaft der Frauen 2012 in Japan nominiert. Beim Endturnier im Land der aufgehenden Sonne erreichte sie mit der U-20 Mexiko's das Viertelfinale, wo man jedoch an Nigeria scheiterte.
Im Februar 2012 wurde sie erstmals in die A-Nationalmannschaft Mexiko's berufen und gab im Alter von 17 Jahren im Juli des gleichen Jahres ihr A-Länderspieldebüt für die Mexikanische Fußballnationalmannschaft gegen die Argentinische Fußballnationalmannschaft der Frauen.